# Anne Christine Nagel

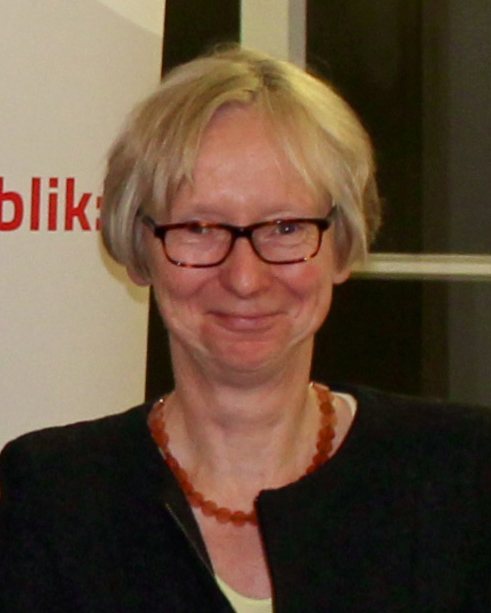
Anne C. Nagel als Kuratorin bei der Verleihung des Wolf-Erich-Kellner-Preises, 2018

Anne Christine Nagel (* 15. Januar 1962 in Hilfarth) ist eine deutsche Historikerin. Die an der Universität Gießen forschende und lehrende Historikerin ist in der Fachwelt vor allem mit Studien zur Universitäts- und Wissenschaftsgeschichte des 19. und 20. Jahrhunderts hervorgetreten. Einen Arbeitsschwerpunkt bildet dabei die Rolle der Mittelalterforschung im Nationalsozialismus und in der Nachkriegszeit. Zudem ist sie im Bereich der Liberalismusforschung tätig.

## Leben
Anne Christine Nagel wuchs in Mönchengladbach auf und studierte nach dem Abitur von 1981 bis 1989 Mittlere und Neuere Geschichte, Russisch und Alte Geschichte an der Universität Marburg bis zur Magisterprüfung. Anschließend arbeitete sie bis 1992 an der Forschungsstelle für Universitäts- und Wissenschaftsgeschichte der Universität Marburg und war bis 1995 Stipendiatin der Friedrich-Naumann-Stiftung. Nagels Promotion erfolgte im Wintersemester 1994/95 in Marburg mit der von Hellmut Seier und Peter Krüger betreuten Arbeit über den liberalen Theologen und Schwager von Friedrich Naumann, Martin Rade. Für ihre Dissertation erhielt sie 1995 den Wolf-Erich-Kellner-Preis zur Erforschung von Geschichte und Politik des Liberalismus.
Von 1995 bis 1997 war Nagel als Wissenschaftliche Angestellte an der Forschungsstelle für Universitäts- und Wissenschaftsgeschichte der Universität Marburg und von 1997 bis 2002 am Sonderforschungsbereich (SFB) „Erinnerungskulturen“ der Universität Gießen tätig. 2003 wurde sie in Gießen mit einer wissenschaftsgeschichtlichen Arbeit habilitiert und war von 2004 bis 2009 wissenschaftliche Angestellte am dortigen Historischen Institut. 2010 wurde sie zur außerplanmäßigen Professorin ernannt. Von 2011 bis 2015 war sie wissenschaftliche Angestellte am zeitgeschichtlichen Lehrstuhl des Historischen Instituts der Universität Gießen im DFG-Projekt „Johannes Popitz (1884–1945), preußischer Finanzminister und Repräsentant des konservativen Widerstands gegen Hitler“. Nagel vertrat von 2016 bis 2018 den Lehrstuhl für Zeitgeschichte an der Universität Gießen. 2018/2019 war sie beim Dimitris-Tsatsos-Institut für Europäische Verfassungswissenschaften der Fernuniversität in Hagen beschäftigt. Ab dem 1. Oktober 2019 hatte sie eine vom Bundesbildungsministerium aus Sondermitteln finanzierte und auf 21 Monate befristete Stelle bei den Monumenta Germaniae Historica zur Erforschung von deren Geschichte zwischen 1935 und 1945 inne. 2024 erhielt sie ein „Freedom fellowship“ der Friedrich-Naumann-Stiftung für die Freiheit, in dessen Rahmen sie Vorträge hielt und eine Public History-Broschüre über Theodor Heuss veröffentlichte.
Seit 2013 ist Nagel kooptiertes wissenschaftliches Mitglied der Historischen Kommission für Hessen und seit 2016 Mitglied des Kuratoriums der Wolf-Erich-Kellner-Gedächtnisstiftung zur Vergabe des Wolf-Erich-Kellner-Preises. Sie ist Vertrauensdozentin der Friedrich-Naumann-Stiftung für die Freiheit an der Universität Gießen und seit 2022 Mitherausgeberin des Jahrbuchs zur Liberalismus-Forschung.

## Forschungsschwerpunkte
Nagels Forschungsschwerpunkte sind die Geschichte des Liberalismus und des Protestantismus, die Universitäts- und Wissenschaftsgeschichte des 19. und 20. Jahrhunderts sowie die Geschichte des konservativen Widerstands gegen den Nationalsozialismus. Sie gab unter Mitarbeit von Ulrich Sieg im Jahr 2000 einen Band mit Dokumenten zur Universität Marburg während der Zeit des Nationalsozialismus heraus. Dabei gibt sie in ihrer 70-seitigen Einleitung einen Überblick über die Marburger Verhältnisse in der NS-Hochschul- und Wissenschaftspolitik. Damit hat sie „einen wichtigen und grundlegenden Beitrag zur Geschichte der deutschen Universitäten im Nationalsozialismus“ geleistet.
Mit ihrer Habilitationsschrift 2005 legte Nagel eine erste Untersuchung über die bundesdeutsche Mediävistik in den ersten Jahrzehnten nach 1945 vor. Die Arbeit wurde von Peter Moraw angeregt und betreut. Nagel wertete für ihre Studie vor allem die Nachlässe von Hermann Aubin, Herbert Grundmann, Theodor Mayer und Walter Schlesinger aus. Dabei berücksichtigt sie in ihrer Analyse 27 Universitätsprofessoren und Gelehrte, die bereits vor 1945 im Amt waren. Die Ausgangsfragestellung der Arbeit ist, „in welcher Gestalt sich die westdeutsche Mittelalterforschung seit 1945 in Kontinuität zum Vorangegangenen entfaltet habe“. Ihre wichtigste These lautet: „Der Neubeginn nach der Katastrophe des Dritten Reiches bestand weitgehend aus der Wiederherstellung von Kontinuität und eben nicht aus bewusster Abwendung von einer Haltung, die den Verführungen des Nationalsozialismus weitgehend erlegen war“. Nagel beobachtet in der universitären Mittelalterforschung vor und nach 1945 ein hohes Maß an personellen Kontinuitäten (S. 300). Sie betont bei zahlreichen Forschungen der Mediävistik in den 1950er Jahren den Hang zur Kontinuität mit der Zeit vor 1945, wie beispielsweise bei der Personenforschung Gerd Tellenbachs (S. 151) oder bei der Tagungspraxis des Konstanzer Arbeitskreises für mittelalterliche Geschichte (S. 176–177). Für Nagel waren die Jahre zwischen 1945 und 1955 bei den mediävistischen Veröffentlichungen „ein Jahrzehnt der Wiederauflagen“ (S. 51–52).
Nagel legte zahlreiche weitere Studien zu Institutionen und Personen der bundesdeutschen Nachkriegsmediävistik vor. So befasste sie sich mit Herbert Grundmann, Gerd Tellenbach, Theodor Mayer oder dem Konstanzer Arbeitskreis für mittelalterliche Geschichte.
Im Jahr 2012 veröffentlichte Nagel eine Institutionengeschichte über „Hitlers Bildungsreformer“. Dabei unternahm Nagel den Versuch, das Reichsministerium für Wissenschaft, Erziehung und Volksbildung einer Revision zu unterziehen: „Mit dem bislang dominierenden Deutungsmuster, es habe sich um ein schwaches Ressort mit konzeptionsloser Spitze gehandelt“, ließen sich ihre Befunde nicht vereinbaren. Dessen Minister Bernhard Rust sah sie als durchsetzungsstarken Politiker an. Auch über den Neuzeithistoriker Wilhelm Mommsen hat Nagel geforscht.
Im Jahre 2015 legte Nagel eine Biographie über den preußischen Finanzminister Johannes Popitz vor. Nach ihrer Auffassung war Popitz’ „ungebremstes Engagement“ als Finanzminister „über Jahre eine perfekte Tarnung für den umtriebigen und im Widerstand aktiven Minister“.
2018 veröffentlichte Nagel eine Biographie des hessischen Kultusministers und Bundesverfassungsrichters Erwin Stein.

## Schriften (Auswahl)
Monografien
- Martin Rade – Theologe und Politiker des Sozialen Liberalismus. Eine politische Biographie (= Religiöse Kulturen der Moderne. Bd. 4). Chr. Kaiser/Gütersloher Verlagshaus, Gütersloh 1996, ISBN 978-3-579-02603-9 (Zugleich: Marburg, Universität, Dissertation, 1995).
- Im Schatten des Dritten Reichs. Mittelalterforschung in der Bundesrepublik Deutschland 1945–1970 (= Formen der Erinnerung. Bd. 24). Vandenhoeck & Ruprecht, Göttingen 2005, ISBN 978-3-525-35583-1 (Digitalisat; Zugleich: Gießen, Universität, Habilitations-Schrift, 2003).
- Hitlers Bildungsreformer. Das Reichsministerium für Wissenschaft, Erziehung und Volksbildung 1934–1945. Fischer Taschenbuch-Verlag, Frankfurt am Main 2012, ISBN 978-3-596-19425-4.
- Johannes Popitz (1884–1945). Görings Finanzminister und Verschwörer gegen Hitler. Eine Biographie. Böhlau, Köln u. a. 2015, ISBN 978-3-412-22456-1.
- Ein Mensch und zwei Leben. Erwin Stein (1903–1992). Böhlau, Köln u. a. 2018, ISBN 978-3-412-50370-3.

Herausgeberschaften
- mit Peter Krüger: Mechterstädt – 25.3.1920. Skandal und Krise in der Frühphase der Weimarer Republik (= Studien zur Geschichte der Weimarer Republik. Bd. 3). Lit, Münster 1997, ISBN 978-3-8258-3061-8.
- mit Ulrich Sieg (Bearb.): Die Philipps-Universität Marburg im Nationalsozialismus. Dokumente zu ihrer Geschichte (= Pallas Athene. Bd. 1; = Academia Marburgensis. Bd. 7). Steiner, Stuttgart 2000, ISBN 978-3-515-07653-1.